# جنایت جنگی

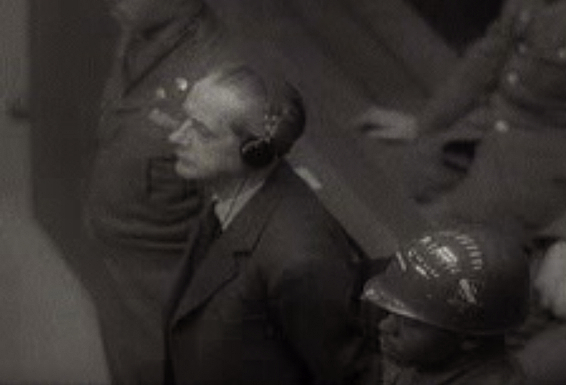
دادگاه نورنبرگ

جنایت جنگی به معنای نقض قانون جنگ است و به اقداماتی مانند کشتار عمدی غیرنظامیان یا اسرای جنگی، شکنجه، گروگان‌گیری، تخریب غیرضروری اموال غیرنظامی، تجاوز جنسی در جنگ و غارت گفته می‌شود. ارتکاب جنایت جنگی موجب مسئولیت کیفری فردی برای رزمندگان و هر فردی در ساختار فرماندهی است که دستور هرگونه تلاش برای ارتکاب کشتار جمعی شامل نسل‌کشی و پاکسازی قومی، استفاده نظامی از کودکان و زیر پا گذاشتن تمایز حقوقی میان اصل تناسب و ضرورت نظامی را صادر کرده باشد. «به منابع بیشتر نیاز است ارجاعات کم است»
مفهوم جنایت جنگی حاصل مدوّن شدن حقوق بین‌الملل عرفی است که در طول تاریخ در جنگ‌های میان دولت‌های حاکم جاری بوده و به تدریج شکل گرفته است، مانند قانون لیبر (۱۸۶۳)،این اولین قانون مدون برای  برای تنظیم قوانین جنگی بود و به تدریج به عرف حقوق بین الملل تبدیل شدو مربوط به ارتش اتحادیه در جنگ داخلی آمریکا، و همچنین کنوانسیون‌های ۱۸۹۹ و ۱۹۰۷ لاهه در مورد جنگ‌های بین‌المللی؛این کنوانسیون‌ها پایه‌گذار بسیاری از اصول حقوق بین‌الملل بشردوستانه بودند . پس از پایان جنگ جهانی دوم، دادگاه‌هایی برای رسیدگی به جنایات جنگی قدرت‌های محور تشکیل شد و اصول حقوقی نورنبرگ را شکل داد. این دادگاه‌ها نقش مهمی در تعریف جنایت جنگی در حقوق کیفری بین‌المللی داشتند، از جمله تعریف جنایت جنگی در حقوق کیفری بین‌المللی. در سال ۱۹۴۹، مفهوم حقوقی جنایات جنگی در کنوانسیون‌های ژنو تعریف شد و تبیین گردید که دولت‌ها می‌توانند درخصوص مرتکبان جنایات جنگی، به صلاحیت قضایی جهانی استناد کرده و آنها را در کشور خود محاکمه کنند، در سال ۱۹۴۹، کنوانسیون‌های ژنو مفهوم حقوقی جنایات جنگی را تعریف کردند و تبیین کردند که دولت‌ها می‌توانند به صلاحیت قضایی جهانی استناد کنند. این نکته باید به وضوح بیان شود که این کنوانسیون‌ها پایه‌گذار حقوق بین‌الملل بشردوستانه مدرن هستند حتی اگر جنایت جنگی در خاک کشور آنها رخ نداده باشد. در اواخر قرن ۲۰ و اوایل قرن ۲۱، دادگاه‌ها و محاکم بین‌المللی دسته‌بندی‌های جدیدی از جنایات جنگی را که بر جنگ‌های داخلی اعمال می‌شود نیز تعریف و مدون کردند. «این نکته باید به وضوح بیان شود که این دادگاه‌ها نقش مهمی در توسعه حقوق بین‌الملل بشردوستانه داشتند».

## مصادیق جنایت جنگی
در مادهٔ ۸ اساسنامهٔ رم که سند مؤسس دیوان کیفری بین‌المللی است، مصادیق جنایت جنگی برشمرده شده‌اند، از جمله ارتکاب اقدامات زیر علیه غیرنظامیان: قتل عمد، شکنجه یا رفتار غیرانسانی از جمله آزمایش‌های بیولوژیکی، وارد کردن رنج شدید یا آسیب جدی به بدن یا سلامت افراد، تخریب و تصرف اموال در سطح گسترده که به صورت غیرقانونی و مغرضانه انجام گیرد و نتوان آن را به دلیل ضرورت نظامی توجیه نمود، مجبور کردن زندانیان جنگی یا دیگر افراد محافظت‏‌شده به خدمت در نیروهای یک قدرت متخاصم، محروم‌کردن عمدی اسیر جنگی یا دیگر افراد محافظت‌‏شده از حق برخورداری از یک محاکمه عادلانه و قانونی، اخراج یا انتقال غیرقانونی یا حبس غیرقانونی، گروگانگیری.
همچنین اقداماتی مانند حمله عمدی به غیرنظامیان و اهداف غیرنظامی مانند شهرها، روستاها، مدارس، بیمارستان‌ها، بناهای تاریخی و هر مکانی که هدف نظامی محسوب نشود مصداق جنایت جنگی است.
از دیگر مصادیق جنایت جنگی، به‌کارگیری سلاح‌های مسموم‌کننده و گازها یا مایعات مهلک و سمی است. اهانت شدید نسبت به شأن و حرمت افراد، خصوصاً رفتارهای تحقیرآمیز و موهن، و همچنین ارتکاب تجاوز جنسی، برده‌سازی جنسی، فحشای اجباری، حاملگی اجباری، عقیم‌سازی اجباری یا هر نوع دیگر خشونت جنسی که نقض مفاد کنوانسیون‌های ژنو باشد نیز جنایت جنگی است.
سربازگیری و فراخواندن نوجوانان زیر ۱۵ سال به خدمت در گروه‎ها یا نیروهای مسلح یا استفاده از آنها برای شرکت فعالانه در جنگ نیز جنایت جنگی محسوب می‌شود.
دیدبان حقوق بشر «هدف قراردادن عمدی شهروندان غیرنظامی» را در طی یک جنگ، جنایت جنگی می‌داند.

## شرایط رسیدگی در دیوان کیفری بین‌المللی
طبق مادهٔ ۱۳ اساسنامهٔ رم، برای اینکه دیوان کیفری بین‌المللی به اتهام جنایت جنگی علیه فردی رسیدگی کند، باید یکی از شرایط زیر محقق شود:
۱- یک یا چند مورد از جنایاتی که به نظر می‌‏آید صورت گرفته، از سوی یک کشور عضو اساسنامه رم به دادستان دیوان ارجاع شود؛ یا
۲- یک یا چند مورد از جنایاتی که به نظر می‌‏آید صورت گرفته، از سوی شورای امنیت سازمان ملل متحد بر اساس صلاحیت‌های فصل هفتم منشور ملل متحد، به دادستان دیوان ارجاع شود؛ یا
۳- دادستان دیوان شخصاً در مورد جنایتی بر طبق مادهٔ ۱۵ اساسنامهٔ رم شروع به تحقیقات کرده باشد.
دولت‌های ایران، عراق، سوریه، لبنان، ایالات متحده آمریکا و اسرائیل جزو دولت‌هایی هستند که تاکنون به اساسنامهٔ رم نپیوسته‌اند.

## تاریخچه
محاکمه پیتر فون هاگنباخ توسط دادگاه ویژه امپراتوری روم مقدس در سال ۱۴۷۴ اولین محاکمه جنایی بین‌المللی محسوب می‌شود.
او به خاطر جرایمی محکوم شده بود که به عنوان یک شوالیه وظیفه داشت که از آن جلوگیری کند، هرچند که استدلال کرد که او «فقط به دنبال دستور» است.

### کنوانسیون‌های لاهه
کنوانسیون‌های لاهه معاهده‌های بین‌المللی بود که در کنفرانس صلح اول و دوم در لاهه (هلند) در سال‌های ۱۸۹۹ و ۱۹۰۷ و همزمان با کنوانسیون‌های ژنو در میان نخستین اظهارات رسمی قوانین جنگ و جنایات جنگی در قوانین بین‌المللی سکولار، مورد مذاکره قرار گرفت.